# Divine (film, 1935)
Pour les articles homonymes, voir Divine.
Pour plus de détails, voir Fiche technique et Distribution.
Divine est un film français réalisé par Max Ophüls, sorti en 1935.
Le film dépeint l'atmosphère du music-hall, vu des coulisses. Le scénario a été écrit par Colette. L'actrice Simone Berriau y tient l'un de ses plus beaux rôles.

## Synopsis
Ludivine Jarisse, une fille de la campagne monte à Paris et entre dans un music-hall de troisième ordre. Elle va perdre une partie de ses illusions mais découvrir l'amour.

## Fiche technique
- Titre : Divine
- Réalisateur : Max Ophüls, assisté de Ralph Baum, Pierre de Hérain, Colette de Jouvenel (Colette)
- Scénario : Colette, Jean-Georges Auriol, Max Ophuls
- Décors : Jacques Gotko, Robert Gys
- Photographie : Roger Hubert
- Musique : Albert Wolff
- Lyrics : Roger Féral
- Montage : Leonide Moguy
- Société de production :  Eden Productions
- Pays :  France
- Langue : français
- Format : Noir et blanc - Son mono - 1,37:1
- Durée : 82 minutes
- Date de sortie : 
  - France : 25 novembre 1935

## Distribution
- Simone Berriau : Divine (Ludivine Jarisse)
- Gina Manès : Dora
- Catherine Fonteney : Mme Jarisse
- Thérèse Dorny : La Poison
- Georges Rigaud : Le Lait (Antonin)
- Philippe Hériat : Lutuf-Allah
- André Gabriello : Coirol
- Paul Azaïs : Victor
- Jeanne Véniat : Mme Martelli
- Nane Germon : Zaza
- Yvette Lebon : Roberte
- Marcel Vallée : Le directeur
- Roger Gaillard : Metteur en scène
- Jeanne Fusier-Gir : Mme Nicou